# Kuşçular, Tosya
Kuşçular là một xã thuộc huyện Tosya, tỉnh Kastamonu, Thổ Nhĩ Kỳ. Dân số thời điểm năm 2008 là 242 người.